# Плутарко Елијас Каљес
Плутарко Елијас Каљес (шп. Plutarco Elias Calles; Гвајамас, Сонора, 25. септембар 1877 — Мексико Сити, 19. октобар 1945) био је мексички генерал, политичар и 40. председник Мексика.

## Биографија
Рођен је под именом Плутарко Елијас Кампузано, а пошто су му родитељи били невенчани након мајчине смрти узео је презиме Каљес због ујака који га је одгајио. У раној младости радио је као бармен и учитељ.
У Мексичкој револуцији подупирао је Мадера, а касније Обрегона, за чије је владавине вршио низ функција. Чин генерала добио је 1915. године.
Био је прагматичар, који се сврставао уз свакога ко би му донео корист. Пре успона на власт, био је гувернер Соноре, где је истерао све католичке свештенике и увео низ антиклерикалних реформи; чак је променио и грађански закон да би ванбрачна деца добила иста права као и она рођена у браку. Такође је желео да претвори Сонору у државу без алкохола, а иако је првобитно био левичар близак синдикатима и осталим слојевима друштва, касније је скренуо удесно и проводио сасвим другачију политику.
Дошао је на власт након првог Обрегоновог мандата. У кампањи се служио популистичком реториком, те је обећао аграрну реформу, више образовања, радничких права и демократскију власт. Током популистичке фазе своје владавине (1924–1926) потрудио се да оствари своја обећања, али је његова политика у периоду 1926–1928. скренула удесно: повео је рат против Католичке цркве, притом смањивши број свештеника од 4500 на једва 334. Био је атеиста и масон, те због тога изразито антикатолички расположен.
На изборима 1928. године, победио је Обрегон, али је убијен пре инаугурације. Власт је преузео Емилио Портес Хил, који је као и наредна два председника био Каљесова марионета. На власт је 1934. године дошао његов бивши подређени Лазаро Карденас. Каљес је мислио да ће лако контролисати и њега, али је Карденас зазирао од његових насилних метода владања и кокетирања с мексичким фашистичким организацијама. Због тога је Каљес стављен у кућни притвор и 1936. године депортован у САД.
Допуштено му је да се врати у Мексико 1941, након чега је усвојио умеренију политику. Године 1942. дао је подршку влади у проглашењу рата силама Осовине. Умро је 1945. у 68. години живота. Пред крај живота, изразио је веровање у вишу силу.